# Raymond Burr
Pour les articles homonymes, voir Burr.
 (janvier 2017).
Si vous disposez d'ouvrages ou d'articles de référence ou si vous connaissez des sites web de qualité traitant du thème abordé ici, merci de compléter l'article en donnant les références utiles à sa vérifiabilité et en les liant à la section « Notes et références ».
Raymond Burr est un acteur canadien, né le 21 mai 1917 à New Westminster (Colombie-Britannique) et mort le 12 septembre 1993 à Sonoma (Californie).
Il est surtout connu pour ses rôles dans les séries télévisées Perry Mason et L'Homme de fer. On le voit aussi dans la mini-série Colorado. Au cinéma, il est resté célèbre pour son rôle du suspect dans le film Fenêtre sur cour (1954) d'Alfred Hitchcock.

## Biographie

### Jeunesse, formation et débuts
Les parents de Raymond Burr, William Burr, un négociant et Minerva Smith Burr, une pianiste et professeur de musique, divorcent alors qu'il est âgé de cinq ans (ils se remarieront en 1955). Il part avec sa mère aux États-Unis en Californie, où son grand-père paternel possède un hôtel. Il a une sœur, Géraldine Mary Fuller (née en 1920) et un frère, James Edmond Burr (né le 13 juillet 1921).
Il est envoyé à l'académie militaire de San Rafaël, mais doit la quitter alors qu'il n'a que treize ans afin de subvenir aux besoins de sa famille, touchée par la Grande Dépression. Sa grande taille et sa carrure imposante lui permettent de trouver des petits boulots, habituellement réservés aux adultes, mais il sera aussi chanteur de cabaret. À dix-neuf ans, il fait la connaissance du réalisateur Anatole Litvak, qui lui permet de travailler durant l'été dans le milieu du théâtre.
Engagé dans l'US Navy pendant la Seconde Guerre mondiale, Raymond Burr est blessé deux ans plus tard et rapatrié chez lui. On lui confie ensuite de petits rôles à la radio puis au cinéma.

### Carrière
Raymond Burr sera révélé par le personnage de Lars Thorwald dans Fenêtre sur cour (1954) d'Alfred Hitchcock.

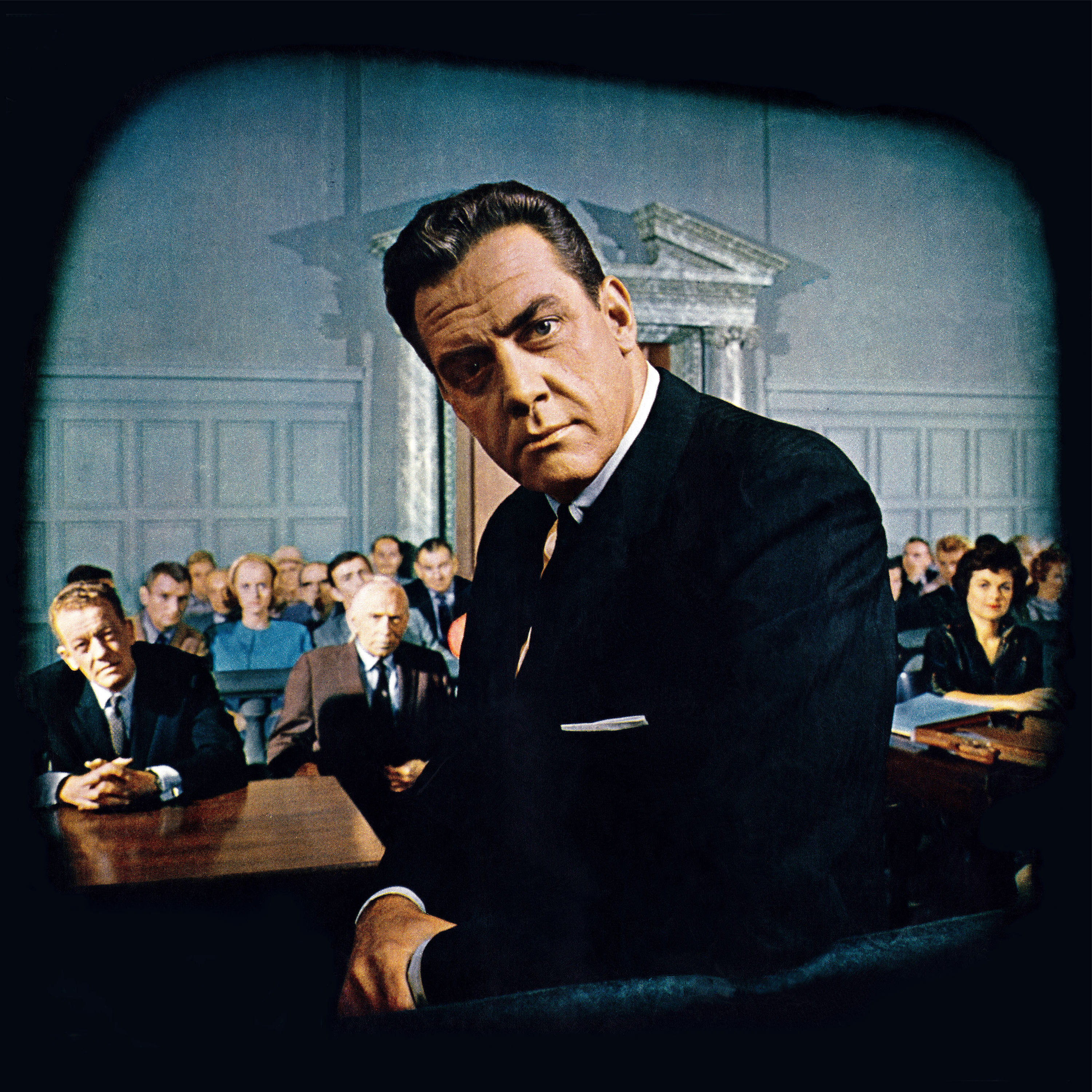
Raymond Burr dans la série Perry Mason.

Son rôle de journaliste-enquêteur dans Godzilla consista en des scènes additionnelles destinées au nouveau montage du film pour sa sortie aux États-Unis, où l'œuvre du réalisateur Ishiro Honda fut, à l'époque, fortement censurée en raison de son message anti-nucléaire.
En 1955, il passe une audition pour le rôle d'Hamilton Burger, le district attorney des romans d'Erle Stanley Gardner. Ce dernier, présent à l'audition, reconnaîtra aussitôt en lui l'acteur qui doit incarner Perry Mason. La série est un succès.

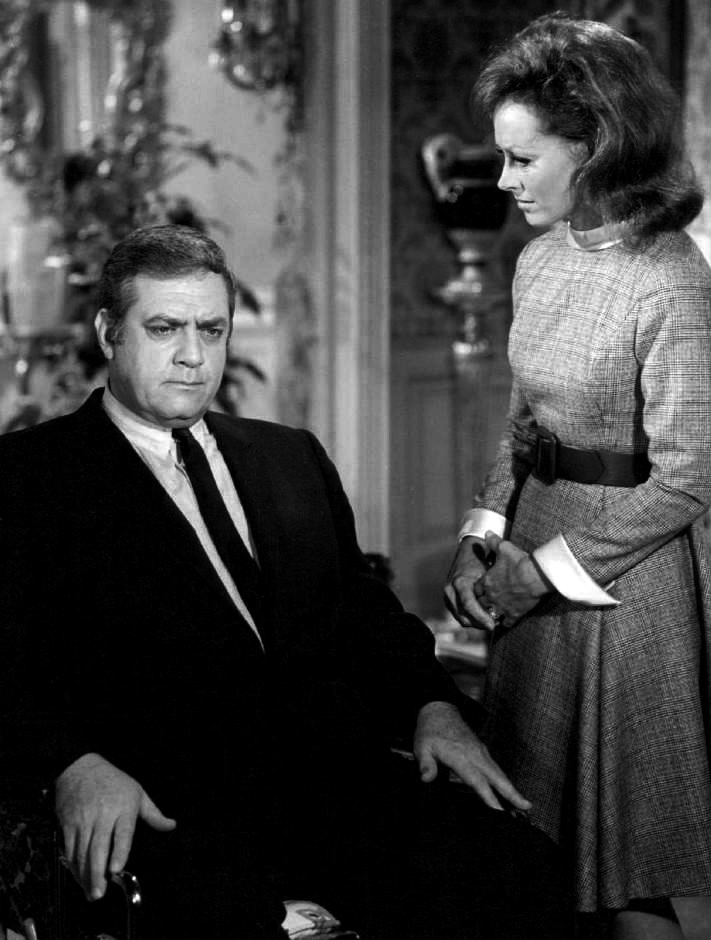
Raymond Burr dans la série L'Homme de fer aux côtés de Victoria Shaw.

En 1967, débute une nouvelle série policière, elle aussi couronnée de succès, L'homme de fer. Il jouera ce rôle pendant huit années avant de le reprendre, en 1993, dans un ultime téléfilm, Le Retour de l'homme de fer. En 1977, Raymond Burr incarne R. B. Kingston, un magnat de la presse, dans la série Kingston : Confidential, mais celle-ci ne durera qu'une saison (quinze épisodes).

### Mort
Atteint d'un cancer du côlon qui va dégénérer, Raymond Burr finira sa vie dans un fauteuil roulant et s'éteindra le 12 septembre 1993 dans son ranch de Sonoma en Californie[réf. souhaitée], non sans avoir tourné entre 1985 et 1993 plus d'une vingtaine de téléfilms où il incarne à nouveau Perry Mason.

## Filmographie

### Cinéma

#### Années 1940
- 1940 : Earl of Puddlestone de Gus Meins : le chauffeur de Mrs Millicent Potter
- 1946 : Sans réserve (Without Reservations), de Mervyn LeRoy : Paul Gill
- 1946 : San Quentin (en) de Gordon Douglas : Jeff Torrance
- 1947 : La loi de l'Arizona (Code of the West) de William Berke : Boyd Carter
- 1947 : Desperate, d'Anthony Mann : Walt Radak
- 1948 : Les Liens du passé (I Love Trouble), de S. Sylvan Simon : Herb
- 1948 : L'Homme aux lunettes d'écaille (Sleep, My Love), de Douglas Sirk : détective Sergent Strake
- 1948 : L'Impitoyable (Ruthless) d'Edgar George Ulmer : Pete Vendig
- 1948 : Fighting Father Dunne de Ted Tetzlaff : procureur général
- 1948 : Marché de brutes (Raw Deal), d'Anthony Mann : Rick Coyle
- 1948 : Sanglante Aventure (Pitfall) de André de Toth  : MacDonald
- 1948 : La Cité de la peur (Station West), de Sidney Lanfield : Mark Bristow
- 1948 : La Grande Menace (Walk a Crooked Mile) de Gordon Douglas : Krebs
- 1948 : Les Aventures de don Juan (Adventures of Don Juan), de Vincent Sherman : capitaine Alvarez
- 1949 : Pour toi j'ai tué (Criss Cross), de Robert Siodmak : un gangster
- 1949 : La Vengeance des Borgia (Bride of Vengeance), de Mitchell Leisen : Michelotto
- 1949 : Feu rouge (Red Light), de Roy Del Ruth : Nick Cherney
- 1949 : La Pêche au trésor (Love Happy), de David Miller et Leo McCarey : Alphonse Zoto
- 1949 : Abandoned (en) de Joseph M. Newman : Kerric
- 1949 : Cagliostro (Black Magic) de Gregory Ratoff : Alexandre Dumas fils

#### Années 1950
- 1950 : Unmasked de George Blair : Roger Lewis
- 1950 : La Clé sous la porte (Key to the City), de George Sidney : Les Taggart
- 1950 : Poison blanc (Borderline) de William A. Seiter : Pete Ritchie
- 1951 : M, de Joseph Losey : Pottsy
- 1951 : New Mexico (en) d'Irving Reis : Pvt. Anderson
- 1951 : Une place au soleil (A Place in the Sun), de George Stevens : procureur R. Frank Marlowe
- 1951 : Fini de rire (His kind of woman), de John Farrow : Nick Ferraro
- 1951 : The Whip Hand (en) de William Cameron Menzies : Steve Loomis
- 1951 : Bride of the Gorilla, de Curt Siodmak : Barney Chavez
- 1951 : L'aigle rouge de Bagdad (The Magic Carpet), de Lew Landers : Grand Vizier Boreg al Buzzar
- 1951 : Les filles du service secret (F.B.I. Girl) de William Berke : Blake
- 1952 : A Star Shall Rise de John Brahm : Balthazar
- 1952 : Quand tu me souris (Meet Danny Wilson), de Joseph Pevney : Nick Driscoll alias Joe Martell
- 1952 : Mara Maru, de Gordon Douglas : Brock Benedict
- 1952 : Le Traître du Texas (Horizons West), de Budd Boetticher : Cord Hardin
- 1953 : Le retour des frères corses (The Bandits of Corsica) de Ray Nazarro : Jonatto
- 1953 : La Femme au gardénia (The Blue Gardenia), de Fritz Lang : Harry Prebble
- 1953 : Le Serpent du Nil (Serpent of the Nile) de William Castle : Mark Anthony
- 1953 : Tarzan et la diablesse (en) (Tarzan and the She-Devil) de Kurt Neumann : Vargo
- 1953 : Fort Alger (Fort Algiers), de Lesley Selander : Amir
- 1954 : La Grande Nuit de Casanova (Casanova's Big Night), de Norman Z. McLeod : Bragadin
- 1954 : Panique sur la ville (Gorilla at Large) de Harmon Jones : Cy Miller
- 1954 : Fenêtre sur cour (Rear Window), d'Alfred Hitchcock : Lars Thorwald
- 1954 : Le Défilé de la trahison (en) (Khyber Patrol) de Seymour Friedman : capitaine Ahmed Shir
- 1954 : Thunder Pass (it) de Frank McDonald : Tulsa
- 1954 : Esclaves pour Rio (de) (Mannequins für Rio) de Kurt Neumann: Jaime Coltos
- 1954 : Tornade (Passion), d'Allan Dwan : capitaine Rodriguez
- 1955 : Un pitre au pensionnat (You're Never Too Young), de Norman Taurog : Noonan
- 1955 : Un homme traqué (en) (A Man Alone) de Ray Milland : Stanley, Bank of Mesa
- 1955 : Count Three and Pray de George Sherman : Yancey Huggins
- 1956 : Please Murder Me de Peter Godfrey: avocat Craig Carlson
- 1956 : Godzilla, King of the Monsters!, d'Ishirō Honda et Terry Morse : Steve Martin
- 1956 : L'Or et l'Amour (Great Day in the Morning), de Jacques Tourneur : Jumbo Means
- 1956 : Secret of Treasure Mountain (it) de Seymour Friedman : Cash Larsen
- 1956 : Un cri dans la nuit (A Cry in the Night) de Frank Tuttle : Harold Loftus
- 1956 : Ride the High Iron de Don Weis : Ziggy Moline
- 1956 : Midi de feu (it) (The Brass Legend) de Gerd Oswald : Tris Hatten
- 1957 : Meurtrière ambition (Crime of Passion), de Gerd Oswald : inspecteur Anthony (Tony) Pope
- 1957 : Affair in Havana, de László Benedek : Mallabee

#### Années 1960
- 1960 : Desire in the Dust : Col. Ben Marquand
- 1968 : Syndicat du meurtre (PJ), de John Guillermin : Wiliam Orbison

#### Années 1970
- 1978 : Tomorrow Never Comes de Peter Collinson : Burke

#### Années 1980
- 1980 : The Return (en) de Greydon Clark : Dr Kramer
- 1980 : Garçonne (Out of the Blue), de Dennis Hopper : Dr Brean
- 1982 : Y a-t-il enfin un pilote dans l'avion ? (Airplane II: The Sequel), de Ken Finkleman : juge D.C. Simonton
- 1984 : Le Retour de Godzilla (Gojira), de Koji Hashimoto : Steve Martin

#### Années 1990
- 1991 : Un crime dans la tête (Delirious), de Tom Mankiewicz : Carter Hedison
- 1991 : Showdown at Williams Creek : Le juge

### Télévision

#### Séries télévisées
- 1951 : The Bigelow Theatre : le catcheur
- 1951 : Dragnet : détective Thad Brown
- 1951-1952 : Family Theatre : Balthazar / Peter / Simon le Cyréneen
- 1954-1956 : Lux Video Theatre (en) : Dan Reynolds / Major Blakestone
- 1954 et 1956 : The Ford Television Theatre (en) : Red Lefwick / Robert Drayton
- 1956 : Climax! : lieutenant Shea / Philip Moran / Sergent Ben Gurnick
- 1957 : The Web (en) : George
- 1957 : Playhouse 90 : Charles Bent / Lester Friedman
- 1957-1966 : Perry Mason : Perry Mason
- 1963, 1964, 1965 et 1970 : The Red Skelton Show : avocat George Goodguy / Rick Santy / Le diable / King Richard
- 1967-1975 : L'Homme de fer (Ironside) : Robert T. Dacier (Robert T. Ironside)
- 1968 : Opération vol (It Takes a Thief) : le chef du bureau
- 1977 : Harold Robbins' 79 Park Avenue : Armand Perfido
- 1977 : Kingston : R. B. Kingston
- 1978-1979 : Colorado (Centennial) : Herman Bockweiss
- 1979 : La croisière s'amuse (The Love Boat) : Malcolm Dyer
- 1979 : Eischied : le commissaire de police

#### Téléfilms

##### Perry Mason
- 1985 : Perry Mason - Le Retour de Perry Mason (Perry Mason Returns)
- 1986 : Perry Mason - Meurtre à l'archevêché (Perry Mason: The Case of the Notorious Nun)
- 1986 : Perry Mason - Meurtre en direct (Perry Mason: The Case of the Shooting Star)
- 1987 : Perry Mason - L'affaire de l'amour perdu (Perry Mason: The Case of the Lost Love)
- 1987 : Perry Mason - Le mauvais esprit (Perry Mason: The Case of the Sinister Spirit)
- 1987 : Perry Mason - Qui a tué Madame ? (Perry Mason: The Case of the Murdered Madam)
- 1987 : Perry Mason - L'Affaire des feuilles à scandale (Perry Mason: The Case of the Scandalous Scoundrel)
- 1988 : Perry Mason - La Femme qui en savait trop (Perry Mason: The Case of the Avenging Ace
- 1988 : Perry Mason - La Dame du lac (Perry Mason: The Case of the Lady in the Lake)
- 1989 : Perry Mason - Meurtre en circuit fermé (The Case of the Lethal Lesson
- 1989 : Perry Mason - Meurtre à Broadway (Perry Mason: The Case of the Musical Murder)
- 1989 : Perry Mason - Le mauvais joueur  (The Case of the All-Star Assassin)
- 1990 : Perry Mason - Le Verre empoisonné (Perry Mason: The Case of the Poisoned Pen)
- 1990 : Perry Mason - Nostalgie meurtrière  (The Case of the Desperate Deception)
- 1990 : Perry Mason - La Dernière Note (Perry Mason: The Case of the Silenced Singer)
- 1990 : Perry Mason - La Gamine insupportable (Perry Mason: The Case of the Defiant Daughter)
- 1991 : Perry Mason - L'Affaire des ambitions perdues (Perry Mason: The Case of the Ruthless Reporter)
- 1991 : Perry Mason : L'Affaire du complot diabolique (Perry Mason: The Case of the Maligned Mobster)
- 1991 : Perry Mason - Le Cercueil de verre (Perry Mason: The Case of the Glass Coffin)
- 1991 : Perry Mason - Un éditorial de trop (Perry Mason: The Case of the Fatal Fashion)
- 1992 : Perry Mason - L'Affaire des tableaux posthumes (Perry Mason: The Case of the Fatal Framing)
- 1992 : Perry Mason - La Robe rouge (Perry Mason: The Case of the Reckless Romeo)
- 1992 : Perry Mason - Le Mariage compromis (Perry Mason: The Case of the Heartbroken Bride)
- 1993 : Perry Mason - La Formule magique (Perry Mason: The Case of the Skin-Deep Scandal)
- 1993 : Perry Mason - Meurtre en FM (The Case of the Telltale Talk Show Host)
- 1993 : Perry Mason - Baiser mortel (Perry Mason: The Case of the Killer Kiss)

##### Autres rôles
- 1973 : L'Homme qui s'appelait Jean (Portrait: A Man Whose Name Was John) : Angelo Roncalli, pape Jean XXIII
- 1976 : Mallory: Circumstantial Evidence : Arthur Mallory
- 1976 : Kingston : R. B. Kingston
- 1978 : The Bastard : narrateur (voix)
- 1978 : The Jordan Chance : Frank Jordan
- 1979 : Love's Savage Fury : Lyle Taggart, Sr.
- 1979 : Disaster on the Coastliner (en) : Estes Hill
- 1980 : La Malédiction du pharaon (The Curse of King Tut's Tomb) : Jonash Sabastian
- 1980 : The Night the City Screamed : le maire
- 1981 : Peter and Paul : Hérode Agrippa 1er
- 1992 : Le Triangle noir (Grass Roots) : juge Boggs
- 1993 : Le Retour de l'Homme de fer (The Return of Ironside) : Robert T. Dacier (Robert T. Ironside)

## Vie privée
Marié à Isabella Ward le 10 janvier 1948. Divorcé le 22 août 1952.
Compagnon de Robert Benevides à partir de 1960 et jusqu'à sa mort.

## Distinctions

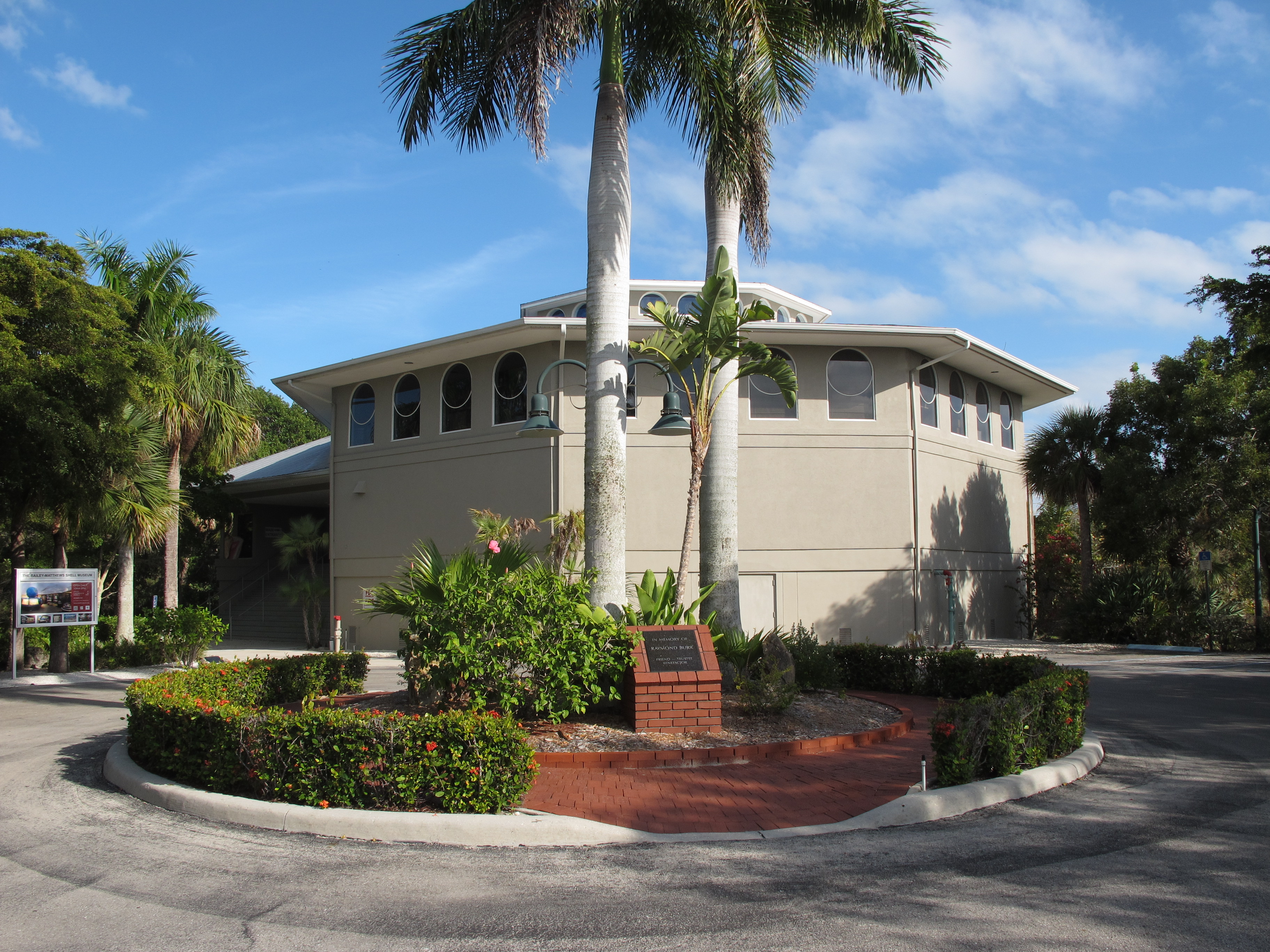
Le jardin commémoratif Raymond Burr au Bailey-Matthews National Shell Museum de Floride, dont il a été l'un des bienfaiteurs.

### Récompenses
- Raymond Burr a obtenu deux Emmy Awards pour sa prestation dans la série Perry Mason, en 1959 et 1961.

### Nominations
- 1960 : Emmy Award pour Perry Mason
- 1968, 1969, 1970, 1971 et 1972 : Emmy Awards pour L'homme de Fer
- 1969 et 1972 : Golden Globe pour L'homme de Fer
- 1986 : Razzie Award pour Gojira

### Hommages
- Raymond Burr a obtenu son étoile sur le Hollywood Walk of Fame, au 6656 Hollywood Boulevard.
- En 2000, la ville de New Westminster rénove un théâtre et le baptise « Burr Theatre for the Performing Arts » en son honneur.

## Voix françaises
| - Jacques Berthier (*1916 - 2008) dans : - Le Traître du Texas - Perry Mason (série télévisée) - L'Homme de fer (série télévisée - 2e voix) - Colorado (mini-série) - Garçonne - Y a-t-il enfin un pilote dans l'avion ? - René Arrieu (*1924 - 1982) dans : - La Pêche au trésor - Perry Mason (série télévisée - épisode 9) - Jean Martinelli (*1909 - 1983) dans : - Une place au soleil - L'Homme de fer (série télévisée - 1re voix) | - Jean Violette (*1921 - 1995) dans : - Godzilla - Un pitre au pensionnat et aussi : - Jacques Beauchey (*1920 - 1978) dans La Cité de la peur - Pierre Leproux (*1908 - 1975) dans Les Aventures de don Juan - Roland Ménard (*1923 - 2016) dans Le Serpent du Nil - Raymond Destac (*1905 - 1966) dans Fenêtre sur cour - Jacques Monod (*1918 - 1985) dans Syndicat du meurtre - Jacques Dynam (*1923 - 2004) dans La Croisière s'amuse (série télévisée) - André Valmy (*1919 - 2015) dans Un crime dans la tête |